# Стилет (лазерний комплекс)
1К11 «Стилет» — радянський самохідний лазерний комплекс для протидії оптико-електронним приладам повітряних цілей супротивника. Попередник СЛК «Сангвін»

## Збережені екземпляри
- Харків. У розкомплектованому стані стоїть на території ХБТЗ[1].